# Chiesa di San Lorenzo (Maggia)

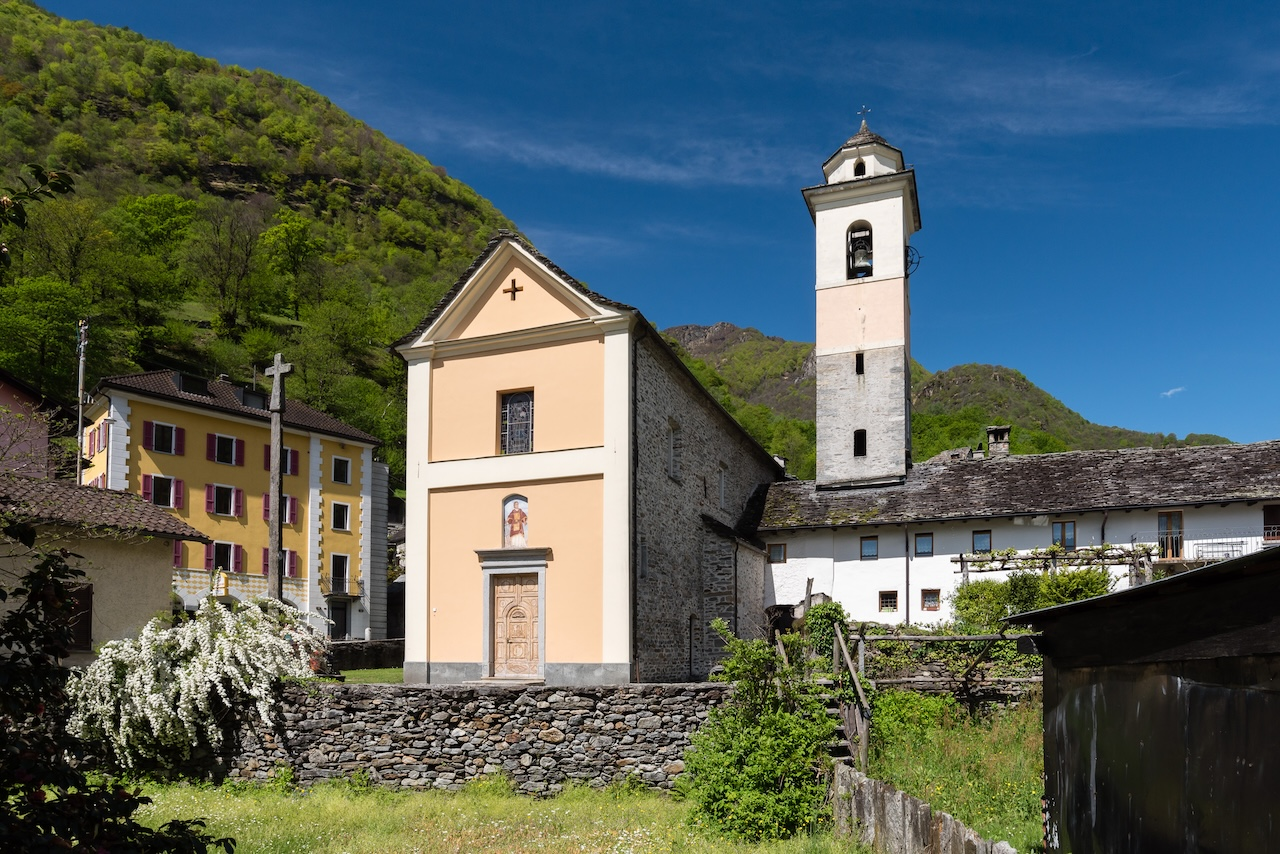
Chiesa di San Lorenzo, nucleo di Lodano.

La chiesa parrocchiale di San Lorenzo è un edificio religioso che si trova a Lodano, frazione di Maggia in Canton Ticino.

## Storia
In questo luogo si trovava una chiesa di origine medievale, di cui si ha traccia in documenti storici risalenti al 1281. Essa venne ripetutamente rimaneggiata nei secoli successivi, fino alla completa ricostruzione del XVIII secolo in stile tardobarocco che ne ha comportato la completa inversione di orientamento (le fondamenta dell'abside originale sono state ritrovate al di sotto dell'odierna facciata). Nel 1876 il campanile venne abbassato.

## Descrizione
La chiesa si presenta con una pianta a navata unica con copertura a volta a botte lunettata, con coro rettangolare.